# Gnophos chorista
Gnophos chorista là một loài bướm đêm trong họ Geometridae.